# Follie di Brooklyn
Follie di Brooklyn (The Brooklyn Follies) è un romanzo dello scrittore statunitense Paul Auster pubblicato nel 2005 e ambientato nel quartiere di Brooklyn a New York, luogo che la prestigiosa testata giornalistica The Guardian ha definito, sulla scorta di un'attenta lettura del libro, "La città dei sognatori"
Il libro è stato tradotto in polacco, portoghese, macedone, ebraico, galiziano, basco, serbo, spagnolo, italiano e molte altre lingue.

## Trama
Il romanzo racconta la storia di Nathan Glass, che torna a Brooklyn dopo cinquantasei anni di assenza dalla zona di New York in cui i suoi genitori lo avevano cresciuto prima di trasferirsi altrove. Si sta riprendendo da un cancro ai polmoni ed è alla ricerca di "un posto tranquillo per morire". È in pensione, ha divorziato dalla moglie Edith e fatica a mantenere una buona relazione con la figlia  Rachel. Vince la sua battaglia con il cancro e decide di annotare, per un libro da pubblicare in futuro, momenti, impressioni, eventi, storie ed incontri delle sue giornate a Brooklyn. Il titolo provvisorio è "The Book of Human Folly". Il progetto si sviluppa mentre Nathan, inizialmente privo di stimoli e quasi arresosi all'eventualità della morte, incontra Tom Wood, l'amato nipote con cui ritrova una gradevole consuetudine di confidenza. Lo seguirà nella sua passione per i libri e nelle sue difficoltà a costruirsi una carriera d'insegnante come sarebbe stato suo desiderio. Affronterà con lui le incertezze dell'esistenza.
Attraverso questa relazione sarà coinvolto nella vita della nipote Aurora e di sua figlia Lucy, conoscerà dei vicini pronti a stabilire con lui dei rapporti, recupererà insomma una dimensione esistenziale positiva correlata alla coscienza del carattere effimero della condizione umana. La sua "nuova vita" di relazione, che dà il titolo a uno dei capitoli conclusivi del libro, si basa sulla certezza della vanità dell'esistenza della gente comune, che non lascia traccia di sé. Di qui il progetto editoriale della stesura e pubblicazione di biografie commissionate da parenti e amici delle persone ordinarie, la cui memoria rischia di svanire, per far sì che qualcosa - pagine e parole - sopravviva alle loro esistenze e sia a disposizione di chi le ha amate. Mai sottovalutare il potere dei libri, dice il narratore.

## Edizioni in italiano
- Paul Auster, Follie di Brooklyn, traduzione di Massimo Bocchiola, Torino: Einaudi, 2005
- Paul Auster, Follie di Brooklyn, traduzione di Massimo Bocchiola, Roma: La Biblioteca di Repubblica-L'Espresso, 2018